# USS Alexander J. Luke (DE-577)
USS Alexander J. Luke (DE-577/DER-577) là một tàu hộ tống khu trục lớp Buckley được Hải quân Hoa Kỳ chế tạo trong Chiến tranh Thế giới thứ hai. Tên nó được đặt theo trung sĩ Thủy quân Lục chiến Alexander Joseph Luke (1916-1942), người đã tử trận trong Trận Tulagi ngày 6 tháng 8, 1942 và được truy tặng Huân chương Ngôi sao Bạc.
Nó đã phục vụ cho đến khi chiến tranh kết thúc, xuất biên chế năm 1947 và bị đánh chìm như mục tiêu năm 1970. 
Alexander J. Luke được tặng thưởng một Ngôi sao Chiến trận do thành tích phục vụ trong Thế Chiến II.

## Thiết kế và chế tạo
Những chiếc thuộc lớp tàu hộ tống khu trục Buckley có chiều dài chung 306 ft (93 m), mạn tàu rộng 37 ft 1 in (11,30 m) và độ sâu mớn nước khi đầy tải là 11 ft 3 in (3,43 m). Chúng có trọng lượng choán nước tiêu chuẩn 1.400 tấn Anh (1.400 t); và lên đến 1.740 tấn Anh (1.770 t) khi đầy tải. Hệ thống động lực bao gồm hai turbine hơi nước General Electric công suất 13.500 mã lực (10.100 kW), dẫn động hai máy phát điện công suất 9.200 kilôwatt (12.300 hp) để vận hành hai trục chân vịt;  công suất 12.000 hp (8.900 kW) cho phép đạt được tốc độ tối đa 23 kn (26 mph; 43 km/h), và có dự trữ hành trình 6.000 nmi (6.900 mi; 11.000 km) khi di chuyển ở vận tốc đường trường 12 kn (14 mph; 22 km/h).
Vũ khí trang bị bao gồm ba pháo 3 in (76 mm)/50 cal trên tháp pháo nòng đơn có thể đối hạm hoặc phòng không, một khẩu đội 1,1 inch/75 caliber bốn nòng và tám pháo phòng không Oerlikon 20 mm. Vũ khí chống ngầm bao gồm một dàn súng cối chống tàu ngầm Hedgehog Mk. 10 (có 24 nòng và mang theo 144 quả đạn); hai đường ray Mk. 9 và tám máy phóng K3 Mk. 6 để thả mìn sâu. Khác biệt đáng kể so với lớp Evarts dẫn trước là chúng có thêm ba ống phóng ngư lôi Mark 15 21 inch (533 mm). Thủy thủ đoàn đầy đủ bao gồm 186 sĩ quan và thủy thủ.
Alexander J. Luke được đặt lườn tại xưởng tàu của hãng Bethlehem Steel Corporation tại Hingham, Massachusetts vào ngày 5 tháng 11, 1943. Nó được hạ thủy vào ngày 28 tháng 12, 1943; được đỡ đầu bởi bà Catherine B. Luke, mẹ trung sĩ Luke, và nhập biên chế vào ngày 19 tháng 2, 1944 dưới quyền chỉ huy của Hạm trưởng, Thiếu tá Hải quân Herbert Augustus Peterson.

## Lịch sử hoạt động
Đang trên đường đi Boston, Massachusetts vào ngày 2 tháng 3, 1944, Alexander J. Luke bị mắc cạn và bị hư hại nhẹ. Nó phải vào ụ tàu để sửa chữa trước khi lên đường vào ngày 16 tháng 4, cho chuyến đi chạy thử máy huấn luyện tại khu vực Bermuda, và quay trở về Boston vào ngày 15 tháng 5 để sửa chữa sau thử máy.
Đi đến Norfolk, Virginia vào đầu tháng 6, Alexander J. Luke hoạt động như một tàu huấn luyện cho đến ngày 13 tháng 7, khi nó lên đường trong thành phần Đội hộ tống 66 để bảo vệ cho một đoàn tàu vận tải vượt Đại Tây Dương để hướng sang Bizerte, Tunisia. Nó quay trở về khu vực Virginia Capes vào ngày 27 tháng 8, và sau khi được bảo trì và huấn luyện tại Boston và Casco Bay, Maine, nó gia nhập Đội đặc nhiệm 62.7 cho một chuyến hộ tống vận tải khác đi sang khu vực Địa Trung Hải. Con tàu khởi hành vào ngày 27 tháng 9 để hướng sang Algeria, rồi quay trở về Boston vào ngày 4 tháng 11. Sau một giai đoạn vào ụ tàu để sửa chữa, nó lại ra khơi vào ngày 23 tháng 11 để thực hành huấn luyện chống tàu ngầm và cơ động tập trận chiến thuật tại các khu vực Casco Bay; Argentia, Newfoundland; Halifax, Nova Scotia; và New London, Connecticut.
Lên đường vào ngày 21 tháng 3, 1945, Alexander J. Luke quay trở lại vai trò hộ tống vận tải khi hộ tống một đoàn tàu đi sang Londonderry, Bắc Ireland; Falmouth, Cornwall; và Loch Alsh, Scotland. Sau khi hoàn thành nhiệm vụ, con tàu đi đến xưởng tàu của hãng Brown Shipbuilding Corp. tại Houston, Texas vào ngày 22 tháng 6 để được cải biến thành một tàu hộ tống khu trục cột mốc radar. Công việc trong xưởng tàu hoàn tất vào ngày 7 tháng 12, và nó được xếp lại lớp với ký hiệu lườn mới DER-577. Tuy nhiên vào lúc này Nhật Bản đã chấp nhận đầu hàng kết thúc cuộc xung đột.

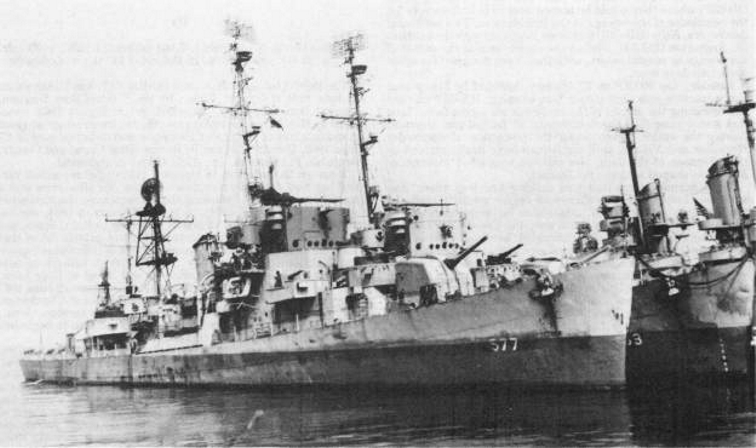
Alexander J. Luke (DE 577) sau khi được cải biến thành một tàu cột mốc radar, New York, ngày 1 tháng 6 năm 1946

Khởi hành từ Houston vào ngày 8 tháng 1, 1946, Alexander J. Luke đi sang vịnh Guantánamo, Cuba để chạy thử máy và huấn luyện ôn tập, rồi lên đường đi Casco Bay vào ngày 1 tháng 2 để tiếp tục huấn luyện. Nó đi đến Norfolk vào ngày 17 tháng 2, và vào cuối tháng 3 đã thực hành cơ động cùng với tàu sân bay hộ tống Mindoro (CVE-120). Con tàu rời Hampton Roads vào ngày 17 tháng 4 để tham gia tập trận tại vùng biển Caribe, đi đến Trinidad vào ngày 24 tháng 4. Đến đầu tháng 5, nó phục vụ canh phòng máy bay cho tàu sân bay hộ tống Salerno Bay (CVE-110), rồi sau đó thực hành đổ bộ tại Culebra, Puerto Rico. Nó quay trở về New York vào ngày 26 tháng 5.
Sau khi ở lại cảng cho New York đến ngày 10 tháng 6, Alexander J. Luke chuyển sang hoạt động tại khu vực Casco Bay. Nó được bảo trì từ ngày 1 đến ngày 26 tháng 7, và tiếp tục ở lại cảng cho vai trò tàu huấn luyện. Nó đi đến Xường hải quân New York vào ngày 6 tháng 9 để sửa chữa lườn tàu. Lên đường đi Norfolk vào ngày 7 tháng 1, 1947, nó tháp tùng để bảo vệ cho tàu sân bay hộ tống Sicily (CVE-118), rồi lên đường vào ngày 18 tháng 1 để hướng sang vịnh Guantánamo, Cuba. Nó trải qua ba tuần lễ thực hành tìm-diệt tàu ngầm, rồi quay trở lại Norfolk vào ngày 10 tháng 2. Con tàu tiếp tục thực hành tuần tra chống tàu ngầm và cơ động chiến thuật dọc theo vùng bờ Đông.
Alexander J. Luke được cho xuất biên chế tại Charleston, South Carolina vào ngày 18 tháng 10, 1947 và được đưa về Hạm đội Dự bị Đại Tây Dương. Đang khi trong thành phần dự bị, vào tháng 8, 1954, con tàu được xếp lại lớp như một tàu hộ tống khu trục thông thường với ký hiệu lườn cũ DE-577, nhưng không bao giờ được đưa ra hoạt động trở lại. Tên nó được cho rút khỏi danh sách Đăng bạ Hải quân vào ngày 1 tháng 5, 1970, và nó bị đánh chìm như một mục tiêu ngoài khơi Newport, Rhode Island vào ngày 22 tháng 10, 1970.

## Phần thưởng
Alexander J. Luke được tặng thưởng một Ngôi sao Chiến trận do thành tích phục vụ trong Thế Chiến II.
|  | Bronze star |

| Huân chương Chiến dịch Hoa Kỳ | Huân chương Chiến dịch Châu Âu-Châu Phi-Trung Đông với 1 Ngôi sao Chiến trận | Huân chương Chiến thắng Thế Chiến II |